# Sinkretizam
Sinkretizmom može se smatrati svaki pokušaj spajanja različitih filozofskih ili vjerskih pravaca. Termin se prvenstveno primjenjuje u znanosti i povijesti religije, a upućuje na kompleksni fenomen pojava i pojmova sastavljenih od spajanja različitih vjerskih formi (vidi npr. Manihejstvo). Riječ sinkretizam dolazi od grčkog συγκρητισμός (synkretismos), sa značenjam «Kretska koalicija». Termin je prvi puta upotrijebljen od Plutarha, on citira primjer Krećana koji su ostavili po strani međusobne različitosti da bi se udružili zbog opasnosti izvana.  Sinkretizam, kao oblik spajanja različitih religioznih formi, se povijesno može pratiti još od antičkih doba. U našim vremenima je pojam prisutan zahvaljujući prvenstveno pojavi New Age, unutar koga je ideal novog doba i novog svijeta zasnovan na sinkretističkim tendencijama. Cao Dai, vijetnamska religija osnovana 1920-ih, ima raznoliku zbirku svetaca, uključujući Karla Marxa i Victora Hugoa.
Pojam sinkretizma se koristi također i u drugim kontekstima kad se kombiniraju dvije različite strane.